# Дихлороангидрид имидобиссерной кислоты
Дихлороангидрид имидобиссерной кислоты — неорганическое соединение,
хлороангидрид имидодисульфоновой кислоты
с формулой HN(SO2Cl)2,
бесцветные кристаллы.

## Получение
- Реакция аминосульфоновой кислоты с пентахлоридом фосфора, а затем с хлорсульфоновой кислотой:

{\displaystyle {\mathsf {HSO_{3}NH_{2}+2PCl_{5}\ {\xrightarrow {80^{o}C}}\ Cl_{3}PNSO_{2}Cl+POCl_{3}+3HCl}}}
{\displaystyle {\mathsf {Cl_{3}PNSO_{2}Cl+HSO_{3}Cl\ {\xrightarrow {80^{o}C}}\ HN(SO_{2}Cl)_{2}+POCl_{3}}}}
- Реакция изоцианата сульфонилхлорида и хлорсульфоновой кислоты:

{\displaystyle {\mathsf {ClSO_{2}NCO+HSO_{3}Cl\ {\xrightarrow {160-165^{o}C}}\ HN(SO_{2}Cl)_{2}+CO_{2}}}}

## Физические свойства
Дихлороангидрид имидобиссерной кислоты образует бесцветные кристаллы
моноклинной сингонии, пространственная группа P 21/c, параметры ячейки a = 0,77331 нм, b = 1,00542 нм, c = 0,93197 нм, β = 109,495°, Z = 4
.
Растворяется в органических растворителях.
В воде подвергается гидролизу.